# Светско првенство у пливању 2024 — 1.500 м слободно за мушкарце
Пливачке трке у дисциплини 1.500 метара слободним стилом за мушкарце на Светском првенству у пливању 2024. одржане су 17. фебруара (квалификације) и 18. фебруара (финале) као део програма Светског првенства у воденим спортовима. Трке су се одржавале у базену спортског комплекса Aspire Dome у катарском граду Дохи.
За трке у овој дисциплини била су пријављена 32 такмичара из 27 земаља. Титулу светског првака освојио је ирски пливач Данијел Вифен, коме је то била друга златна медаља на овом првенству, сребро је освојио Флоријан Велброк из Немачке, док је бронза припала француском репрезентативцу Давиду Обреу.

## Освајачи медаља
|                     | Резултат |                        | Резултат |                  | Резултат |
|                     |          |                        |          |                  |          |
| Данијел Вифен (ИРС) | 14:34.07 | Флоријан Велброк (НЕМ) | 14:44.61 | Давид Обри (ФРА) | 14:44.85 |

## Званични рекорди
Пре почетка такмичења званични рекорди у овој дисциплини су били следећи:
| Рекорд                         | Име                 | Резултат | Место                         | Датум           |
| ------------------------------ | ------------------- | -------- | ----------------------------- | --------------- |
| Светски рекорд СР              | Суен Јанг (КИН)     | 14:31.02 | Лондон (Уједињено Краљевство) | 4. август 2012. |
| Рекорд светских првенстава РПр | Ахмед Хафнауи (ТУН) | 14:31.54 | Фукуока (Јапан)               | 30. јул 2023.   |

## Квалификације
За такмичење у тркама на 1.500 метара слободним стилом за мушкарце била су пријављена 32 такмичара из 27 земаља, а свака од земаља имала је право на максимално два представника у овој дисциплини.
Квалификационе трке одржане су 17. фебруара у јутарњем делу програма, са почетком од 10.37 по локалном времену, пливало се у 3 квалификационе групе, а пласман у финале остварило је 8 такмичара са најбољим резултатима квалификација.
| Пл. | Група | Стаза | Пливач                | Репрезентација     | Време         | Нап.          |
| --- | ----- | ----- | --------------------- | ------------------ | ------------- | ------------- |
| 1.  | 3     | 4     | Флоријан Велброк      | Немачка            | 14:48.43      | КВ            |
| 2.  | 3     | 2     | Давид Обри            | Француска          | 14:49.01      | КВ            |
| 3.  | 3     | 8     | Давид Бетлехем        | Мађарска           | 14:51.48      | КВ            |
| 4.  | 3     | 5     | Михајло Романчук      | Украјина           | 14:51.83      | КВ            |
| 5.  | 3     | 3     | Свен Шварц            | Немачка            | 14:53.08      | КВ            |
| 6.  | 4     | 5     | Данијел Вифен         | Ирска              | 14:54.29      | КВ            |
| 7.  | 3     | 1     | Феј Ливеј             | Кина               | 14:54.36      | КВ            |
| 8.  | 4     | 2     | Кузеј Тунџели         | Турска             | 14:54.98      | КВ            |
| 9.  | 4     | 3     | Грегорио Палтринијери | Италија            | 14:55.19      |               |
| 10. | 4     | 6     | Чарли Кларк           | Сједињене Државе   | 14:57.44      |               |
| 11. | 2     | 6     | Виктор Јохансон       | Шведска            | 14:58.73      |               |
| 12. | 3     | 6     | Криштоф Рашовски      | Мађарска           | 14:59.44      |               |
| 13. | 4     | 7     | Лука Де Тулио         | Италија            | 15:00.22      |               |
| 14. | 2     | 4     | Шого Такеда           | Јапан              | 15:04.50      |               |
| 15. | 4     | 9     | Криштоф Хмјелевски    | Пољска             | 15:04.93      |               |
| 16. | 3     | 7     | Дамијен Жоли          | Француска          | 15:05.76      |               |
| 17. | 4     | 4     | Ахмед Хафнауи         | Тунис              | 15:09.02      |               |
| 18. | 4     | 8     | Хенрик Кристијансен   | Норвешка           | 15:12.25      |               |
| 19. | 4     | 1     | Карлос Гарач Бенито   | Шпанија            | 15:16.00      |               |
| 20. | 4     | 0     | Влад Станку           | Румунија           | 15:20.50      |               |
| 21. | 3     | 9     | Џанг Џаншуо           | Кина               | 15:20.69      |               |
| 22. | 2     | 3     | Нгујен Хуј Хоанг      | Вијетнам           | 15:22.86      |               |
| 23. | 2     | 5     | Ахмед Акарам          | Египат             | 15:28.54      |               |
| 24. | 3     | 0     | Емир Батур Албајрак   | Турска             | 15:29.69      |               |
| 25. | 2     | 7     | Ћу Хаојен             | Малезија           | 15:31.23      |               |
| 26. | 2     | 1     | Дилан Порхес          | Мексико            | 15:32.79      |               |
| 27. | 2     | 0     | Дијего Делиеу         | Хондурас           | 15:36.02      |               |
| 28. | 2     | 8     | Ратавит Таманантачоте | Тајланд            | 15:38.84      |               |
| 29. | 1     | 3     | Никола Ђуретановић    | Северна Македонија | 16:04.07      |               |
| 30. | 1     | 4     | Родолфо Фалкон        | Куба               | 16:11.17      |               |
| 31. | 1     | 5     | Илјас ел Фалаки       | Мароко             | 16:19.73      |               |
| —   | 2     | 2     | Гиљерме Коста         | Бразил             | Није наступио | Није наступио |

## Финале
Финална трка је пливана 18. фебруара са почетком од 19.16 часова по локалном времену.
| Пл. | Стаза | Пливач           | Репрезентација | Време    | Нап. |
| --- | ----- | ---------------- | -------------- | -------- | ---- |
|     | 7     | Данијел Вифен    | Ирска          | 14:34.07 | НР   |
| 2   | 4     | Флоријан Велброк | Немачка        | 14:44.61 |      |
| 3   | 5     | Давид Обри       | Француска      | 14:44.85 |      |
| 4.  | 3     | Давид Бетлехем   | Мађарска       | 14:46.44 |      |
| 5.  | 6     | Михајло Романчук | Украјина       | 14:47.54 |      |
| 6.  | 2     | Свен Шварц       | Немачка        | 14:47.89 |      |
| 7.  | 1     | Феј Ливеј        | Кина           | 14:50.51 |      |
| 8.  | 8     | Кузеј Тунџели    | Турска         | 14:59.76 |      |